# Галич, Леонид Евгеньевич
Леонид (Леон) Евгеньевич Галич (настоящая фамилия Габрилович; 1878—1953) — русский критик, публицист.

## Биография
Родился в семье врача (акушера-гинеколога и гомеопата) Евгения Осиповича (Айзика Иосифовича) Габриловича (1837—1918), иудейского вероисповедания, уроженца Россиен Ковенской губернии и выпускника Санкт-Петербургской медико-хирургической академии (зачислен в 1860 году), автора книги «Холера, её происхождение, причины и лечение» (СПб, 1890). Дед, Иосиф Берлович Габрилович (1802—?), уроженец Россиен и выпускник Санкт-Петербургской медико-хирургической академии, был провизором и купцом 3-й гильдии.
После окончания гимназии при лютеранской церкви св. Анны (1895) поступил на физико-математический факультет Императорского Санкт-Петербургского университета, который окончил в 1895 году. Работал ассистентом по кафедре гистологии и эмбриологии Томского университета.
В 1909 году выдержал экзамен на степень магистра по историко-филологическому факультету и был допущен к чтению лекций по кафедре философии в звании приват-доцента, занимался вопросами истины и теории познания. Дебютировал как литератор в 1895 году. С 1901 года активно публикует статьи и рецензии в различных периодических изданиях («Новости», «Русское слово», «Речь» и др.). Сочувственно писал о символизме. В 1905 году заведовал отделом в первой легальной большевистской газете «Новая жизнь», выступая преимущественно со злободневными политическими заметками. После 1905 года занял более умеренную политическую позицию. В 1905 году выпустил брошюру «Новейшие русские метафизики (идеализм П. Струве)». Публиковал статьи по теории познания в сборниках «Вопросы философии и психологии». 
В 1918 году эмигрировал, с 1921 года жил в Париже, печатался в эмигрантской периодике умеренного толка. Умер в 1953 году в США.

## Семья
Брат и сёстры — Николай Евгеньевич Габрилович (1865—1941), врач-гомеопат, председатель Российского общества врачей-гомеопатов и заведующий гомеопатической больницей имени Александра II в Санкт-Петербурге, вице-президент Международной гомеопатической лиги; Ольга Евгеньевна Габрилович (1879—?), первая женщина магистр фармации в России (1906); Софья Евгеньевна Габрилович (?—1927), врач-гинеколог в Петербурге, с 1917 года во Франции.
Двоюродные братья — Артур Соломонович Габрилович (1867—?), присяжный поверенный и музыкальный критик, с 1895 года издавал «Музыкальный календарь»; Григорий Семёнович Габрилович (1863—?), музыкальный критик, издавал еженедельную музыкальную газету «Russlands Musik-Zeitung» (1894—1895), доверенный Санкт-Петербургско-Азовского коммерческого банка; Осип Соломонович Габрилович, пианист и дирижёр; Осип Густавович Габрилович (1871—1946), магистр фармации, владелец аптек в Воронеже (его сын — Евгений Иосифович Габрилович, писатель и драматург); Леонард Леонович (Лейбович) Габрилович (1868—1914), провизор и купец 1-й гильдии (вместе со старшим братом Максом Леоновичем Габриловичем, магистром фармации, владел Николаевской аптекой на улице Марата в Санкт-Петербурге); Иван Григорьевич Габрилович, врач; Борис Матвеевич Шаскольский, провизор и купец 2-й гильдии. Сын сестры отца — Малки (Амалии) Осиповны Габрилович.

Дядя — Густав (Герман) Осипович (Гирш Иосифович) Габрилович, доктор фармации, владелец аптек в Ковно, Минске и Петровской аптеки в доме Коровина в Москве.